# Battaglia di Castiglione (1706)
La battaglia di Castiglione, in alcuni testi definita anche battaglia di Medole o battaglia di Ghidizzole, ebbe luogo il 9 settembre 1706 durante la guerra di successione spagnola. L'esercito francese sconfisse l'esercito imperiale nel Campo di Medole.

## Il contesto
Nell'estate 1706, al termine della prima fase italiana della guerra di successione spagnola, 20 000 soldati dell'esercito cesareo, guidati da Eugenio di Savoia, lasciarono il Veneto e marciarono alla volta di Torino per rompere l'assedio della città.
Il 16 agosto, un secondo corpo imperiale di 8 000 fanti e 4 000 cavalieri, al comando del principe Federico d'Assia-Cassel, si mosse da San Michele Extra e, attraversato il Mincio a Borghetto, si piazzò a sud del lago di Garda, nella provincia di Mantova, per fronteggiare la formazione gallispana del conte Médavy, posizionata oltre la riva destra dell'Oglio, tra le mantenute piazzeforti di Mantova e Cremona.

## Obiettivi e strategie
La forte avanguardia imperiale, manovrata dal generale Giovanni Adamo di Wetzel (?-1720), in un solo giorno ebbe facilmente ragione dei piccoli presidi francesi lasciati a Castel Goffredo, Medole, Guidizzolo e Cerlongo. Nel vicino villaggio di Goito, di grande importanza strategica per il suo ponte sul Mincio, la guarnigione francese si ritirò il 19 agosto, dopo una rapida trattativa e senza colpo ferire, di fronte ai 500 cavalieri di ventura, al soldo degli Olandesi e guidati da Wetzel.
Federico d'Assia decise di accamparsi della piana di Medole, da dove poteva facilmente controllare il ponte di Goito e porre sotto assedio la superstite guarnigione francese, composta da soli 500 soldati agli ordini del generale Villars, ma dotata di molti cannoni e munizioni e arroccata nella fortezza di Castiglione delle Stiviere.
Il compito di Federico d'Assia era di tenere a bada le truppe di Médavy, impedendogli di attaccare alle spalle la colonna di Eugenio di Savoia. Tale impresa appariva al Principe d'Assia molto semplice, visto che la facile conquista dello strategico ponte di Goito lo aveva convinto circa l'impossibilità dei Francesi di radunare un consistente numero di soldati, senza sguarnire le piazzeforti di Mantova e Cremona. Egli quindi doveva semplicemente mantenere la posizione, in attesa che giungesse da Arco la richiesta artiglieria pesante, necessaria a espugnare il castello di Castiglione.
Tuttavia, l'iniziale arrendevolezza francese che aveva consentito a Wetzel la conquista di Goito, era invece una mossa astuta del Conte Médavy, che in pochi giorni riuscì a comporre un corpo militare di consistenza eguale a quello nemico, senza sguarnire troppo le piazzeforti, oltre a formare un ponte mobile di barche alla confluenza dell'Oglio in Po, nei pressi di Marcaria.

## La battaglia
L'8 settembre 1706, al battere della Diana, il conte Médavy passò l'Oglio con 8 000 fanti e 4 000 cavalieri, raggiungendo rapidamente Cerlongo e poi Guidizzolo, da dove dispose lo schieramento per la battaglia.
Avvertito dei movimenti nemici dai cavalieri in ricognizione, Federico d'Assia non volle prestar fede alla possibilità di un attacco di Médavy e solo quando gli portarono tre prigionieri francesi, colti in avanscoperta, si decise a raggiungere la cima del Monte Medolano, da dove poté constatare che, qualche chilometro a sud-est del suo accampamento, una lunga colonna di gallispani si stava riversando da Guidizzolo nel Campo di Medole. Inteso il pericolo, anche le truppe imperiali cominciarono in tutta fretta lo schieramento di battaglia, disposto dal generale Wetzel.
Alle ore 14, segnò l'inizio alle ostilità un attacco della prima linea dei gallispani, composta da fanti spagnoli, subito bersagliata dalla forte artiglieria posta sulle ali dello schieramento cesareo e poi contrastata dalla prima linea dei granatieri imperiali. La maggiore esperienza delle truppe austriache bloccò l'attacco degli spagnoli, incalzandoli fino alla seconda linea gallispana, formata da veterani francesi, che costrinse gli imperiali a retrocedere in ordine,  scarsamente minacciati dalla poca artiglieria francese.
Fu a questo punto che Médavy dimostrò di possedere anche buone capacità tattiche, facendo avanzare la fanteria francese e costringendo la seconda linea cesarea a predisporsi e l'artiglieria imperiale a orientarsi al centro in attesa che il nemico arrivasse a tiro utile. Inaspettatamente, però, i temibili veterani francesi si fermarono al limite della gittata avversaria e nella concitazione dei preparativi, il Principe d'Assia non si avvide che dietro la polvere sollevata dai fanti, due reggimenti di cavalleria francese, guidati dall'irlandese giacobita Arthur Dillon, erano ormai lanciati al galoppo contro l'ala sinistra imperiale, la cui artiglieria non ebbe il tempo di ridirezionare i pezzi e ricaricarli a mitraglia.
L'impatto dei cavalieri francesi travolse l'estremità dello schieramento cesareo, mentre la fanteria francese riprese la marcia, causando una disordinata fuga degli imperiali che lasciarono sul Campo di Medole più di mille morti e duemila prigionieri. Altrettanti imperiali furono uccisi durante la ritirata. Il bottino per i francesi fu enorme, rimanendo nelle loro mani 32 bandiere, 14 pezzi d'artiglieria, molti carri di polvere e armi da fuoco, oltre a vettovaglie e vari equipaggiamenti lasciati nell'accampamento, abbandonato nella precipitosa fuga in territorio bresciano.

## Dopo la battaglia
Il giorno successivo anche Goito venne riconquistata, ma il vantaggio acquisito con questa brillante vittoria dei Francesi risultò molto ridotto a causa della pesante sconfitta che gli stessi avevano subito il giorno precedente nella battaglia di Torino.
Il conte Médavy rimase a presidiare Cremona e di Mantova, allo scopo di bloccare un'eventuale discesa degli imperiali, proveniente dai valichi alpini, verso il centro e sud Italia. Dopo la presa di Casale Monferrato, avvenuta il 6 dicembre, per meglio concentrare le forze i Francesi abbandonarono la fortezza di Castiglione, le cui mura vennero minate e fatte saltare, affinché non potessero servire da riparo agli imperiali. Anche il palazzo del principe che si trovava all'interno del castello venne demolito.
Altre truppe francesi avevano occupato le cittadine principali in Italia centrale e un collegamento con le 8 000 uomini delle truppe spagnole a Napoli non era impossibile.
Gli alleati erano divisi su come procedere. Le potenze marittime avevano insistito a perseguire i francesi in fuga sulle Alpi e per prendere il controllo della base navale francese di Tolone forzando  Luigi XIV di Francia a fare la pace. L'imperatore Giuseppe I d'Asburgo fu determinato per affrontare prima Médavy, per spianare la strada al completamento dei suoi progetti italiani, che erano la conquista permanente dei possedimenti spagnoli di Napoli e di Sicilia. Luigi XIV venne in suo aiuto. Il re francese era disperatamente a corto di truppe e aveva aperto i negoziati bilaterali con Giuseppe I per un passaggio al sicuro ritorno in Francia per le sue truppe rimaste in Italia. Nonostante le proteste anglo-olandesi, Giuseppe I concluse la convenzione di Milano con la Francia il 13 marzo 1707, che permise all'esercito di Médavy di tornare a marciare indisturbato verso la Francia, aprendo la strada a Sud Italia all'esercito austriaco del conte Wirich Philipp von Daun. Raggiunse la frontiera napoletana il 22 giugno e due settimane più tardi le truppe spagnole, tagliati i rinforzi via mare o terra, capitolarono.
L'attacco a Tolone, materializzato il 29 luglio con i francesi preparati e rafforzati, fu un fallimento per le truppe imperiali. 

## Studi recenti riguardo la battaglia
Uno studio recente (luglio 2024) ha analizzato nel modo più scrupoloso possibile questa battaglia, in quanto ha indagato le fonti di archivi locali, parrocchiali e nazionali.